# کورکور بال‌نویسه
کورکور بال‌نویسه (نام علمی: Elanus scriptus) یک پرنده شکاری کوچک، کمیاب و فورانی است که تنها در استرالیا یافت می‌شود. اندازه طول حدود ۳۵ سانتیمتر (۱۴ اینچ) با بال‌بازه ۸۴–۱۰۰ سانتیمتر (۳۳–۳۹ اینچ)، بادبادک بالدار بالغ دارای پرهای خاکستری و سفید کم‌رنگ و حلقه‌های مشکی برجسته پیرامون چشمان قرمز خود است. نام آن از الگوی بسیار متمایز سیاه در زیر بال آن به شکل کم‌عمق "M" یا "W" گرفته شده است که هنگام پرواز دیده می‌شود. این کلید آن را از کورکور شانه‌سیاه مشابه دیگر متمایز می‌کند. این گونه همچنین تنها گونه شب‌زی در راسته بازسانان است، برخلاف تفاوت‌های کمی که در آناتومی دیداری آن با دیگر کورکورهای نزدیک به هم مرتبط است.

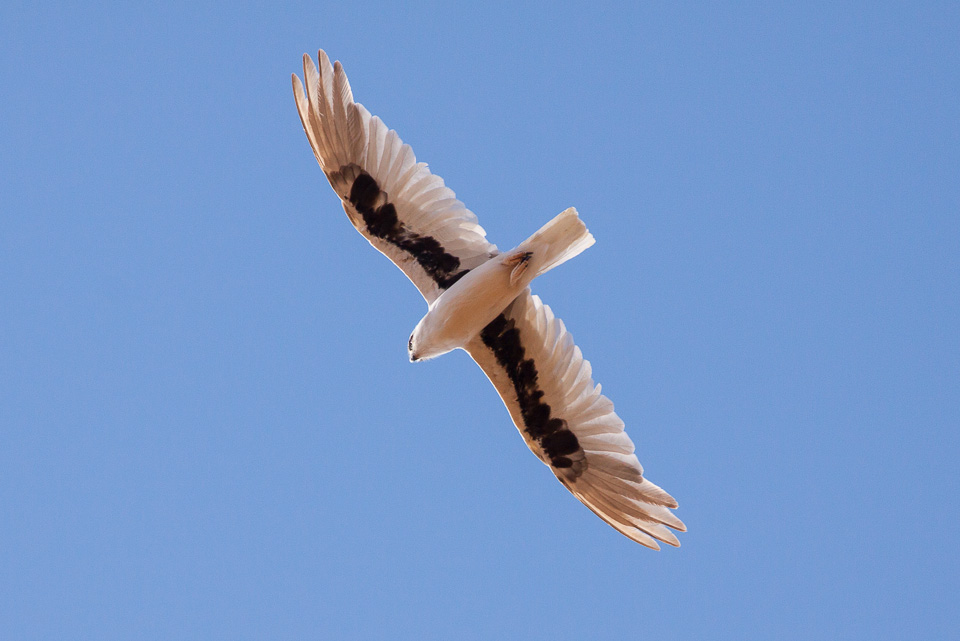
یک کورکور بال‌نویسه در حال پرواز، مسیر Birdsville، استرالیای جنوبی. نشانه‌های زیر بال قابل دیدن است.